# Liste der Naturdenkmale in Paulinenaue
Die Liste der Naturdenkmale in Paulinenaue enthält alle Naturdenkmale der brandenburgischen Gemeinde Paulinenaue und ihrer Ortsteile im Landkreis Havelland, welche durch Rechtsverordnung geschützt sind. (Stand: 2014)
In den Spalten befinden sich folgende Informationen:
- Nr.: Identifizierungsnummer nach veröffentlichter Liste. Sie wird von der unteren Naturschutzbehörde des Landkreises oder der kreisfreien Stadt vergeben. Wenn sie bekannt ist, wird sie angegeben. In dieser Spalte kann sich zusätzlich das Wort Wikidata befinden, der entsprechende Link führt zu Angaben zu diesem Naturdenkmal bei Wikidata.
- Bezeichnung: Benennung des Naturdenkmals, in der Regel wird bei Bäume die Baumart genannt. Bekannte Eigennamen werden mit angegeben.
- Gemarkung: Ort oder Gemarkung, in der sich das Naturdenkmal befindet
- Lage: Nennt die Lage des Naturdenkmals im jeweiligen Ortsteil und die geografischen Koordinaten des Naturdenkmals. Link zu einem Kartenansichtstool, um Koordinaten zu setzen. In der Kartenansicht sind Naturdenkmale ohne Koordinaten mit einem roten beziehungsweise orangen Marker dargestellt und können in der Karte gesetzt werden. Denkmale ohne Bild sind mit einem blauen bzw. roten Marker gekennzeichnet, Denkmale mit Bild mit einem grünen beziehungsweise orangen Marker.
- Beschreibung: die Beschreibung des Naturdenkmales
- Schutzzweck: Erläutert den Grund der Unterschutzstellung
- Bild: Zeigt ein Bild des Naturdenkmales und gegebenenfalls ein Link zu weiteren Fotos im Medienarchiv Wikimedia Commons

## Selbelang
| Bild                           | Bezeichnung                      | Lage                                                                               | Beschreibung | Schutzzweck | Nummer |
| ------------------------------ | -------------------------------- | ---------------------------------------------------------------------------------- | --- | ----------- | ------ |
| Weitere Bilder Fotos hochladen | Mammutbaum am Wohnheim           | Selbelang, Im Garten des Wohnheimes 2/004/8 (52° 38′ 4,2″ N, 12° 42′ 53,8″ O)      | der aus Nordamerika stammende Baum ist hier in seiner Ausprägung ein einmaliger Exot; Repräsentant seiner Art; Ortsbild-Prägung; besonders markanter Baum - Gerade hochgewachsener Baum von 26 Meter Höhe; am Stammfuß fäulebedingte Verdickungen und nässende Sellen. Vitalität I - Stammumfang: 384 - Beschluss 0014 vom 7. Februar 1990    |             | 0138 B |
| Fotos hochladen                | Mammutbaum im Gutspark Selbelang | Selbelang, Im Park hinter der Brennerei 2/001/19 (52° 38′ 4,4″ N, 12° 42′ 47,3″ O) | der aus Nordamerika stammende Baum ist hier in seiner Ausprägung ein einmaliger Exot; Repräsentant seiner Art; Ortsbild-Prägung; besonders markanter Baum - gerader hochgewachsener Baum von 27 Metern Höhe; leichte Seitenneigung nach Osten; Spechtlöcher in der Rinde; Vitalität I - Stammumfang: 315 - Beschluss 0014 vom 7. Februar 1990 |             | 0139 B |